# Death (песня Trippie Redd)
Death (с англ. — «Смерть») — песня американского рэпера Trippie Redd при участии DaBaby. Она является вторым синглом с микстейпа A Love Letter to You 4.

## Текст
В песне Trippie Redd и DaBaby рассуждают о смерти и убийстве. В начале своего куплета, DaBaby спрашивает, видел ли слушатель убийство человека.

## Чарты
| Чарт (2019)                           | Высшая позиция |
| ------------------------------------- | -------------- |
| Канада (Billboard Canadian Hot 100)   | 63             |
| США (Billboard Hot 100)               | 59             |
| США (Billboard Hot R&B/Hip-Hop Songs) | 27             |

## Сертификации
| Регион | Сертификация | Продажи |
| --- | ------------ | ------- |
| США (RIAA) | Золотой      | 500 000 |
| ^ Данные о тиражах приведены только на основе сертификации. · Данные о продажах + прослушиваниях приведены только на основе сертификации. |              |         |